# Homalopsis
Homalopsis is een geslacht van slangen uit de familie waterdrogadders (Homalopsidae).

## Naam en indeling
De wetenschappelijke naam van het geslacht werd in 1822 voorgesteld door Heinrich Kuhl en Johan Conrad van Hasselt. Er zijn vijf soorten, inclusief de pas in 2012 beschreven soort Homalopsis mereljcoxi.

## Verspreiding en habitat
De slangen komen voor in delen van Azië en leven in de landen Bangladesh, Cambodja, Thailand, Vietnam, Indonesië, Laos, Maleisië, Singapore, Nepal, India en Myanmar. De habitat bestaat uit verschillende typen draslanden en vochtige tropische en subtropische laaglandbossen. Ook in door de mens aangepaste streken zoals vijvers en waterreservoirs kunnen de dieren worden aangetroffen.

## Beschermingsstatus
Door de internationale natuurbeschermingsorganisatie IUCN is aan twee soorten een beschermingsstatus toegewezen. De slangen worden beschouwd als 'veilig' (Least Concern of LC).

## Soorten
Het geslacht omvat de volgende soorten, met de auteur en het verspreidingsgebied.
| Naam                               | Auteur                                           | Verspreidingsgebied                                                                                     |
| ---------------------------------- | ------------------------------------------------ | --- |
| Mopsneusslang (Homalopsis buccata) | Linnaeus, 1758                                   | Bangladesh, Cambodja, Thailand, Vietnam, Indonesië, Laos, Maleisië, Singapore, Nepal, mogelijk in India |
| Homalopsis hardwickii              | Gray, 1842                                       | India                                                                                                   |
| Homalopsis mereljcoxi              | Murphy, Voris, Murthy, Traub & Cumberbatch, 2012 | Thailand, Cambodja, Vietnam                                                                             |
| Homalopsis nigroventralis          | Deuve, 1970                                      | Laos, Cambodja, Thailand                                                                                |
| Homalopsis semizonata              | Blyth, 1855                                      | Myanmar                                                                                                 |